# 115477 Brantanica
115477 Brantanica este un asteroid din centura principală de asteroizi.

## Descriere
115477 Brantanica este un asteroid din centura principală de asteroizi. A fost descoperit pe 19 octombrie 2003 la Wrightwood de James Whitney Young. Asteroidul prezintă o orbită caracterizată de o semiaxă mare de 2,68 ua, o excentricitate de 0,11 și o înclinație de 7,4° în raport cu ecliptica.